# 海边毕士大堂

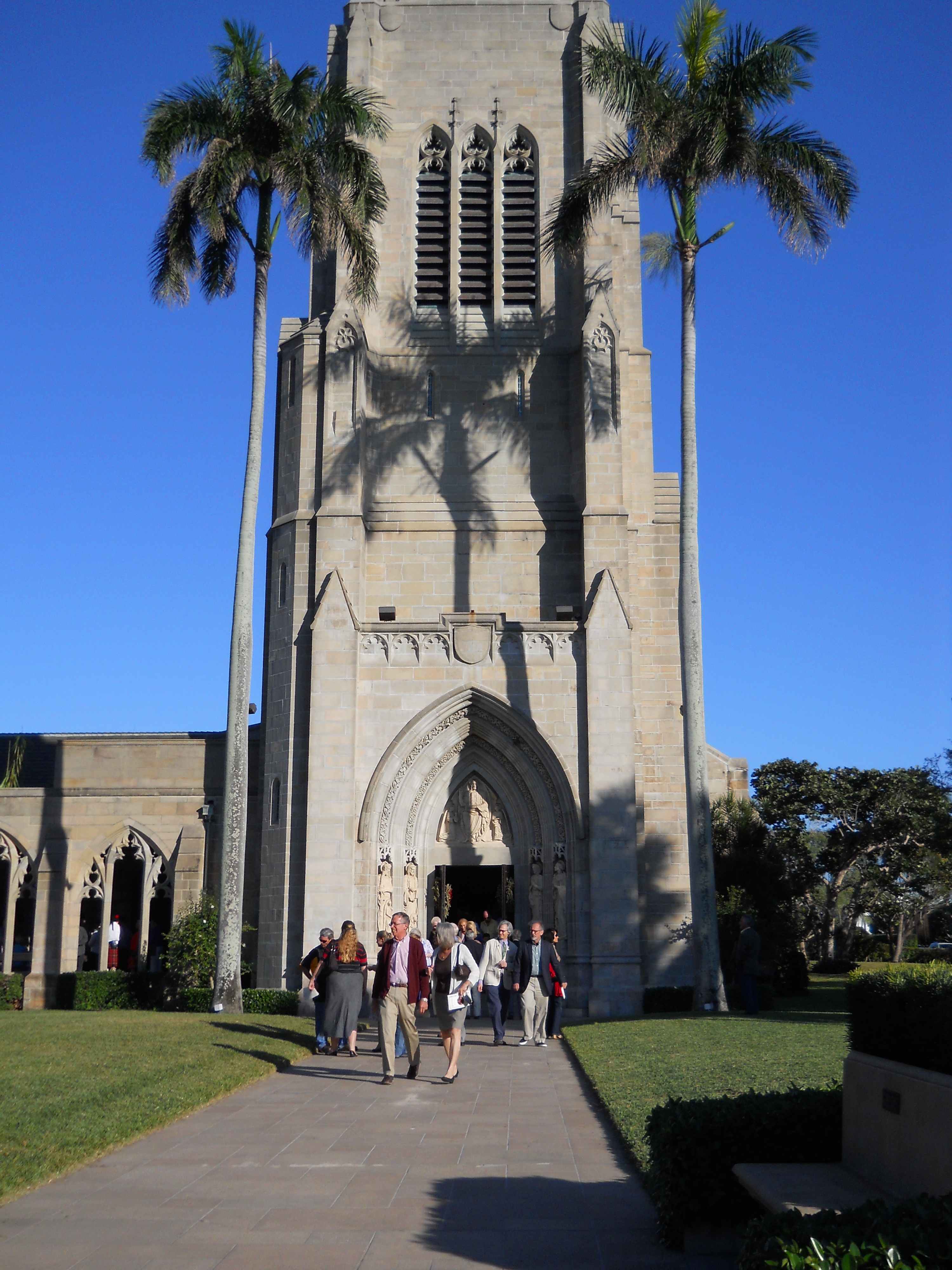
Main building

海边毕士大堂（Bethesda-by-the-Sea）是一座美国圣公会教堂，位于美国佛罗里达州棕榈滩沃思湖（Lake Worth Lagoon）畔。 它是圣公会佛罗里达东南教区的一部分，也是棕榈滩最古老的堂会。教堂建筑是一座哥特式复兴建筑，围绕着一个庭院。 

## 历史
1889年1月，堂会成立，最初设于小红校舍。最初的教堂用海滩上的木材建造，当年4月开始礼拜。除了坐船外，几乎没有其他通道前往教堂。在接下来的几年里，该堂获得一块较大的土地，1890年修建了一座教堂，1895年春天又修建了第二座教堂。第二座教堂在1925年4月12日复活节举行了最后一次礼拜。

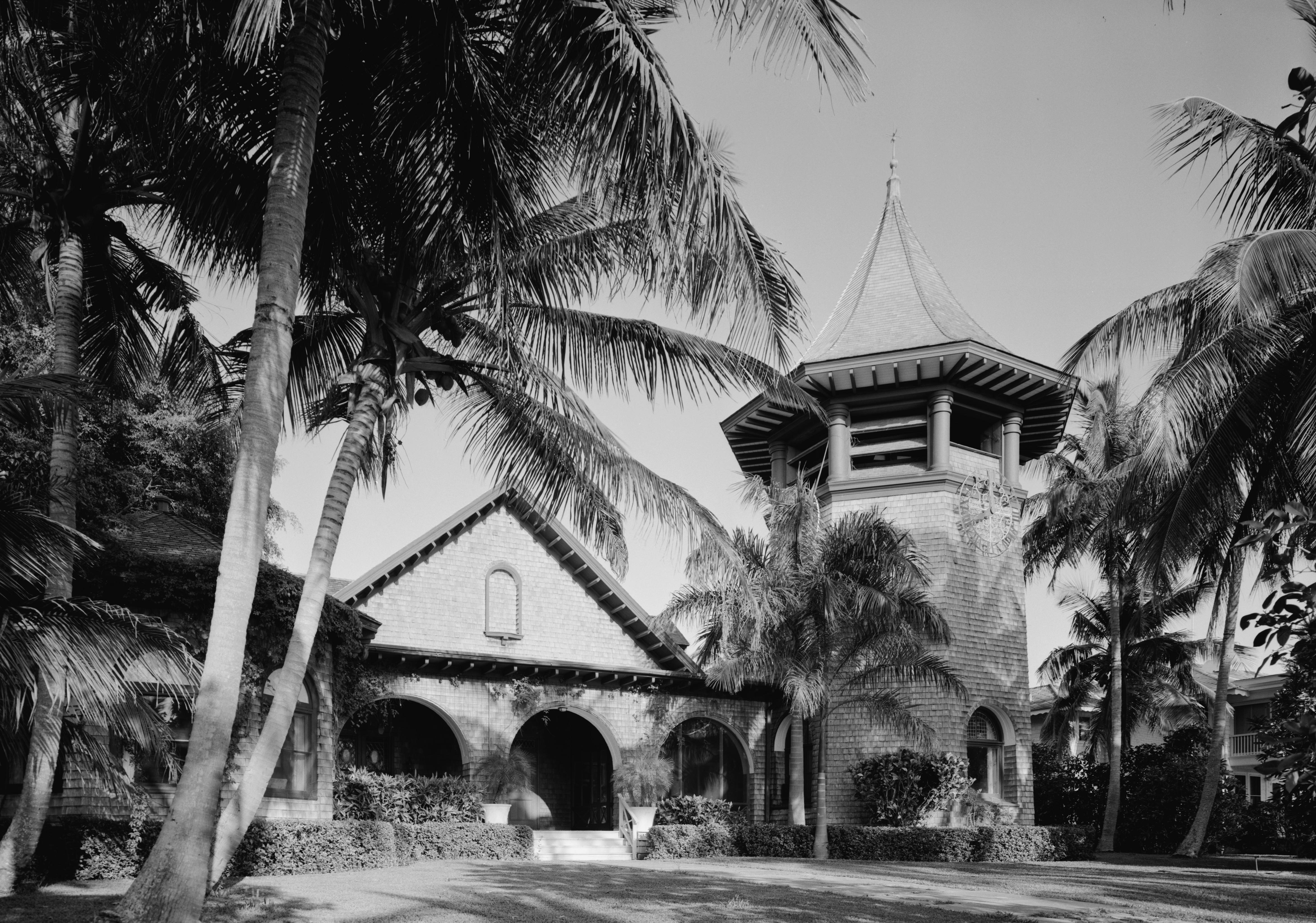
Second church

1926年圣诞节.该教堂在目前的地点举行了第一次礼拜。2005年1月22日，唐纳德·特朗普和梅拉尼娅·特朗普在该教堂结婚。 特朗普的小儿子巴伦在该堂受洗。2016年、2017年以及2019年特朗普当选美国总统，他们在这里参加了平安夜和复活节庆祝活动。
2013年4月27日，迈克尔·乔丹和伊维特·普里托于在该堂结婚。